# 落合橋 (片貝川水系)
落合橋（おちあいばし）は、富山県魚津市経田と黒部市石田の片貝川・布施川河口付近に架かる主要地方道魚津生地入善線の橋である。

## 概要
- 左岸：富山県魚津市経田[1]
- 右岸：富山県黒部市石田[1]
- 形式　RCT桁橋[2]
- 橋長：206.2 m[2]
- 幅員：12.5 m（うち歩道6.5 m）[1]

## 沿革
1884年（明治17年）、富山県の補助（800円）と地元有志の出資によって橋長110.3間、幅員9尺（2.7m）の橋が架橋された。当時は『経田橋』という名称であった。1888年（明治21年）橋長、幅員ともにやや拡大し（幅員が3.6mになる）、当時賃取橋だった上流側の布施川橋の往来を減少させたほどであった。1889年（明治22年）に現在の『落合橋』に改称され、1891年（明治24年）には、長さ110間強（約200m）、幅員2間（約3.6m）の橋が架設され、1937年（昭和12年）には、橋長203m、幅員5mの木桁橋に架け替えられた。
その後、木橋に代わる鉄筋コンクリートの永久橋が1957年（昭和32年）8月に着工、1958年（昭和33年）6月10日に橋長204m、幅員6m、橋脚15基、総工費4,900万円で竣工したが、この橋も幅員が狭く老朽化していることから、1979年（昭和54年）度より富山県魚津土木事務所により現在の橋の架け替え工事に着手。財政難で一時1985年度の完成が危ぶまれていたが、1984年（昭和59年）11月26日の完成式、供用開始に漕ぎ着けた。
無雪害都市づくりの一環として路面に消雪装置を導入し、水はけを良くするため、緩いカーブの太鼓橋状になっている。また、橋脚と橋脚の間を広くし、出水の際に流木がつかえて流れを悪くしないよう工夫もされている。総事業費は約8億3450万円。